# Nerim
Nerim est un opérateur internet et de télécommunications s'adressant au marché des TPE, PME et ETI. La société créée en 1999 entre dans le giron de Bouygues Telecom en février 2019.

## Historique
Créé en 1999, Nerim se positionne dès sa création comme un précurseur en étant un des premiers opérateurs à proposer des connexions ADSL en Île-de-France. Après avoir commencé son activité en tant que fournisseur d’accès Internet, l’entreprise développe ses services afin de répondre à l’ensemble des besoins en communication des TPE et PME. L’opérateur se renforce aussi via une politique d’acquisition avec sept reprises de sociétés en dix ans ainsi que plusieurs rachats de bases clients et d’actifs réseaux.
En 2016, Nerim compte plus de 11 000 clients, 500 partenaires et 40 clients opérateurs. 

## Dates clés
(mai 2022).
- Octobre 1999 : création de Nerim (qui utilise alors un réseau ADSL)[1]
- 1999 : Nerim propose les adresses IP fixes en standard
- Août 2001 : rachat de Mangoosta (opérateur Internet ADSL alternatif)[4]
- 2002 : Nerim introduit un modem-routeur partageable en standard
- Décembre 2002 : rachat d'Internext (opérateur IP et hébergeur Internet)[5]
- Août 2003 : Nerim intègre la technologie  IPv6 à son réseau (en standard)
- Janvier 2008 : rachat des clients de Netultra (à la suite de son dépôt de bilan)[6]
- Janvier 2009 : lancement du dégroupage en propre
- Décembre 2009 : rachat de l'hébergeur Sivit[7]
- 2010 : rachat de HGT Télécom[8]
- 2011 : extension de la couverture de dégroupage en Île-de-France
- Avril 2012 : changement d’actionnariat principal (CM-CIC LBO Partners) et ouverture du capital aux salariés
- 2013 : rachat de BOOST[9] et de Normaction[3]
- 2015 : changement d’actionnariat principal (LBO par Dzeta Group)[10]
- 2019 : rachat par Bouygues Telecom

## Activités
- Connexions internet et réseaux : fibre entreprise, SDSL, ADSL, VDSL2, PN, VPN MPLS, Transit IP, Collecte
- Hébergement et cloud computing : serveurs physiques, virtuels et cloud, clusters applicatifs, colocation, plan de reprise d'activité
- Téléphonie d’entreprise : standard téléphonique IPBX, VoIP Centrex, Trunk SIP, VoIP TPE, abonnements téléphoniques, mobile
- Outils de productivité : boost connect, boost box, boost transfert, boost media, nop-commerce, messagerie collaborative
- Services : conseil et solution d’infrastructures cloud, développement d’applications cloud, monitoring et infogérance

## Campagne publicitaire et sponsoring
En 2010, l’entreprise signe sa première convention de sponsoring pour la saison sportive 2010/2011 avec le skieur alpin français Cyprien Richard puis en 2011 avec la quintuple championne du monde de ski Clémentine Lucine,.
Par ailleurs, Nerim soutient, via ses agences en région, le mouvement French Tech à Paris et dans 5 métropoles françaises : Aix-Marseille, Lille, Bordeaux, Lyon et Annecy.